# Carla Filipe Narciso
Carla Alexandra Filipe Narciso (Lisboa, Portugal) es una arquitecta paisajista, investigadora y feminista portuguesa, especialista en el área de estudios urbanos, teoría urbana crítica y espacio público. Pertenece al Sistema Nacional de Investigadores desde enero de 2020, fue directora del área de Arquitectura Paisajista en el Ayuntamiento de Almodóvar del Río, en Portugal, de 2005 a 2007, integrante de la Secretaría de Medio Ambiente Urbanismo del Noreste de Brasil, es parte del Centro de Investigaciones en Arquitectura, Urbanismo y Paisaje de la Universidad Nacional Autónoma de México y evaluadora de programas de posgrado para el Consejo Nacional de Ciencia y Tecnología. En el 2020 obtuvo la Distinción Universidad Nacional para Jóvenes Académicos en el área de Arquitectura y diseño industrial. 

## Trayectoria
Es licenciada en arquitectura paisajista por la Universidad de Évora, urbanista por la Universidad de Lisboa, maestra en Geografía por esta misma universidad y doctora en urbanismo por la Universidad Nacional Autónoma de México. 
Es autora de publicaciones en revistas y libros de urbanismo neoliberal, producción social del espacio, la producción de vivienda y la planeación urbano-regional.  Participó en el diseño y la revisión del programa de estudios de la licenciatura de Arquitectura del Paisaje de la UNAM y colaboró en la creación del programa de maestría en Diseño Sustentable del Paisaje también en la UNAM. 

### Especialización
Ha realizado trabajos de planeación, participación y estudios sobre las desigualdades urbanas desde la escala barrial en la Unidad Xochimilco de la Universidad Autónoma Metropolitana. Su investigación sobre la estructura urbana y espacio público ha derivado en la concepción de varios tipos de metrópoli que pueden encontrarse en la Ciudad de México. Dentro de los mecanismos empleados en Ciudad de México para reconfigurar su estructura se encuentran: la Zona Espacial de Desarrollo Controlado, los Corredores de Inversión y Desarrollo, las Zonas de Desarrollo Económico Social y las Agencias de promoción de Inversiones y Desarrollo para la Ciudad de México. 